# 1933. március 13-i konzisztórium
Az 1933. március 13-i konzisztóriumot XI. Piusz pápa hívta össze. Összesen 8 új bíborost kreált. A bíborosok közül 2 „in pectore” kreált bíboros, akiknek neve az 1935. december 16-i konzisztóriumon került nyilvánosságra. 
| Nº                     | Ország                 | Név                                   | Életkor                | Hivatal                                          |
| Pápaválasztó bíborosok | Pápaválasztó bíborosok | Pápaválasztó bíborosok                | Pápaválasztó bíborosok | Pápaválasztó bíborosok                           |
| ---------------------- | ---------------------- | ------------------------------------- | ---------------------- | ------------------------------------------------ |
| 1                      | Olasz Királyság        | Angelo Maria Dolci                    | 65                     | Románia apostoli nunciusa                        |
| 2                      | Olasz Királyság        | Pietro Fumasoni Biondi                | 60                     | az Amerikai Egyesült Államok apostoli delegátusa |
| 3                      | Olasz Királyság        | Maurilio Fossati O.Ss.G.C.N.          | 56                     | a Torinói főegyházmegye érseke                   |
| 4                      | Kanada                 | Jean-Marie-Rodrigue Villeneuve O.M.I. | 49                     | a Québeci főegyházmegye érseke                   |
| 5                      | Olasz Királyság        | Elia Dalla Costa                      | 60                     | a Firenzei főegyházmegye érseke                  |
| 6                      | Ausztria               | Theodor Innitzer                      | 57                     | a Bécsi főegyházmegye érseke                     |
| „in pectore” bíborosok |                        |                                       |                        |                                                  |
|                        | Olasz Királyság        | Federico Tedeschini                   | 59                     | Spanyolország apostoli nunciusa                  |
|                        | Olasz Királyság        | Carlo Salotti                         | 62                     | a Hitterjesztési Kongregáció titkára             |